# Conty
Conty is een gemeente in het Franse departement Somme (regio Hauts-de-France) en telt 1659 inwoners (1999). De plaats maakt deel uit van het arrondissement Amiens. In de gemeente ligt het gesloten spoorwegstation Conty.

## Geografie
De oppervlakte van Conty bedraagt 23,7 km², de bevolkingsdichtheid is 70,0 inwoners per km².
De onderstaande kaart toont de ligging van Conty met de belangrijkste infrastructuur en aangrenzende gemeenten.

## Demografie
Onderstaande figuur toont het verloop van het inwonertal (bron: INSEE-tellingen).

## Geschiedenis
Op 23 oktober 2022 werden Bihucourt, Hendecourt-lès-Cagnicourt en Conty getroffen door een tornado die aanzienlijke schade veroorzaakte.